# 双山站
双山站，位于中华人民共和国山东省青岛市市北区哈尔滨路、合肥路、怀远路、黑龙江南路交叉口地下，是青岛地铁3号线的地铁车站，是信号系统含联锁PC设备集中车站。

## 沿革
- 2009年11月30日，青岛地铁一期工程正式奠基，地铁车站土建开始。
- 2015年9月1日，青岛地铁3号线北段（青岛北站～双山站）开始空载试运营，双山站开始临时作为南端始发站。
- 2015年12月16日，3号线北段通车，车站正式启用。[1]。

## 车站结构
地铁3号线经过此站时为东北－西南走向，沿哈尔滨路-黑龙江南路（路西）伸展。
车站为地下二层岛式站台车站，埋深14.4 m、标准段总高18.8 m，站厅层宽18.8 m、长70.5 m、面积1325.40 m²，站台层宽10 m、有效长120 m、面积1200 m²。
车站主体采用明挖法施工，设4个出入口、2组风亭、2个消防出入口，分别位于怀远路-合肥路两侧和哈尔滨路-黑龙江南路两侧。

## 出入口
- ：怀远路南侧、哈尔滨路西侧
- ：黑龙江南路西侧、怀远路北侧
- ：哈尔滨路东侧、合肥路南侧
  - 图例： 设有

## 车站周边
双山站位于河西街道南部，与合肥路街道接壤，东临福岭小区H区。西向约600米为双山，西北约800米为保儿西山，东南约800米为夹岭山。附近機構有凱德廣場、新都心麥凱樂、立新小學與寧安路小學。

## 换乘
双山站除自身轨道交通性质外，还可实现与市内公交车和出租车的近距离换乘：
- 分布于周边的公交车站，包括以下路线的停靠站点：3、18、23、36、306、318、363、368、378、405、406、465、503、603、605路等。